# If I Can’t Have Love, I Want Power
| Совокупная оценка         | Совокупная оценка |
| Источник                  | Оценка            |
| ------------------------- | ----------------- |
| AnyDecentMusic?           | 7.5/10            |
| Metacritic                | 80/100            |
| Оценки критиков           |                   |
| Источник                  | Оценка            |
| AllMusic                  | [ 4 ]             |
| Clash                     | 8/10              |
| The Independent           | [ 6 ]             |
| Kerrang!                  | 4/5               |
| The Line of Best Fit      | 8/10              |
| NME                       | [ 9 ]             |
| Pitchfork                 | 7.0/10            |
| Rolling Stone             | [ 11 ]            |
| Slant                     | [ 12 ]            |
| The Sydney Morning Herald | [ 13 ]            |

If I Can’t Have Love, I Want Power (с англ. — «Если я не могу получить любовь, я хочу власть») — четвёртый студийный альбом американской певицы Холзи, вышедший 27 августа 2021 года на лейбле Capitol Records.
Его написали Холзи, Джон Каннингем, Грег Карстин и продюсеры Трент Резнор и Аттикус Росс из Nine Inch Nails. В записи участвовали Дэйв Грол (солист из Foo Fighters) и Линдси Бэкингем (гитарист из Fleetwood Mac). Холзи охарактеризовала проект как «концептуальный альбом о радостях и ужасах беременности и родов».

## Предыстория
Американская певица и автор-исполнитель Холзи выпустила её третий студийный альбом Manic 17 января 2020 года. Он включал успешный сингл «Without Me» (2018), второй чарттоппер Billboard Hot 100 в карьере Холзи. В 2020 году она внесла свой вклад в саундтрек Хищные птицы: Потрясающая история Харли Квинн, выпустив трек под названием «Experiment on Me», который является ню-метал-песня, спродюсированной Оливером Сайксом и Джорданом Фишем из британской рок-группы Bring Me the Horizon и выпустила совместные песни с другими артистами, такими как Келси Баллерини «The Other Girl», Juice Wrld «Life's a Mess» и Machine Gun Kelly «Forget Me Too». Холзи должна была отправиться в свой третий концертный тур под названием Manic World Tour в 2020 году, но после переноса многих дат из-за последствий пандемии COVID-19 тур был в итоге отменён 23 января 2021 года. Она также объявила о своей первой беременности от американца сценариста Алева Айдына после перенесённых ею нескольких выкидышей из-за эндометриоза и перенесенной операции в 2017 году.
28 июня 2021 года в крупных городах США были размещены многочисленные рекламные щиты, на которых был анонсирован четвертый студийный альбом Холзи под названием If I Can’t Have Love, I Want Power. Певица сама подтвердила это в своих аккаунтах в социальных сетях в тот же день. Вместе с объявлением она также анонсировала один из треков с альбома. Также выяснилось, что продюсерами альбома выступили американский музыкант Трент Резнор и английский музыкант Аттикус Росс, участники американской индустриал-рок-группы Nine Inch Nails. В коротком видео-тизере Холзи намекнула на звучание альбома в стиле панк-рок. 7 июля 2021 года Холзи представила обложку и объявила, что If I Can’t Have Love, I Want Power выйдет 27 августа 2021 года. 14 июля 2021 года Холзи родила своего ребенка, Эндера Ридли Айдина.

## Концепция и запись
Холзи заявила, что If I Can’t Have Love, I Want Power — это концептуальный альбом, в котором основное внимание уделяется положительным и отрицательным сторонам беременности и родов. Изначально альбом был построен вокруг «смертности, вечной любви и нашего места / постоянства», но эмоциональное воздействие её беременности «ввело новые темы контроля и телесного ужаса, автономии и тщеславия». Холзи также подчеркнула, что «очень круто» иметь альбом без участия гостей снова после её дебютного студийного альбома Badlands (2015). Она сказала, что If I Can’t Have Love, I Want Power «должен быть полностью от её голоса». Альбом представлял собой дистанционный проект: Резнор и Росс записывались в Лос-Анджелесе, в то время как Холзи спела все её песни в студии на Островах Теркс и Кайкос. Другой удалённый вклад включает ударные американского музыканта Дэйва Грола в «Honey» и игру на гитаре американского музыканта Линдси Бакингема в «Darling». В разговоре с Зейном Лоу на Apple Music 1 Холзи заявила, что много лет хотела поработать с Nine Inch Nails, потому что «хотела по-настоящему кинематографичности, не конкретно ужасов, а просто по-настоящему тревожной работы» в одном из её проектов. В интервью Лиззи Гудман на Capitol Studios Холзи заявила, что начала работать над альбомом в июне 2020 года, и что «Lilith» была первой песней, написанной для альбома.

## Композиция
Альбом сочетает в себе музыку таких жанров как альтернативный рок, гранж-поп, поп-панк и рок с сильным влиянием индастриал-рока и всеобъемлющего кинематографического настроения. В его песнях также присутствуют синти-поп, эмбиент, нойз-рок, панк-рок, драм-н-бейс, хип-хоп и элементы авангарда. Критики назвали альбом отходом от арена-поп-звучания предыдущих альбомов Холзи. Инструментарий If I Can’t Have Love, I Want Power состоит из дребезжащих барабанов, грубых и сильно искаженных гитарных рифов, звенящих клавишных линий, безупречных фортепиано и драм-машин. Феминизм — это объединяющая тема всего альбома, особенно узаконенные женоненавистничество и патриархат.

## Художественное оформление

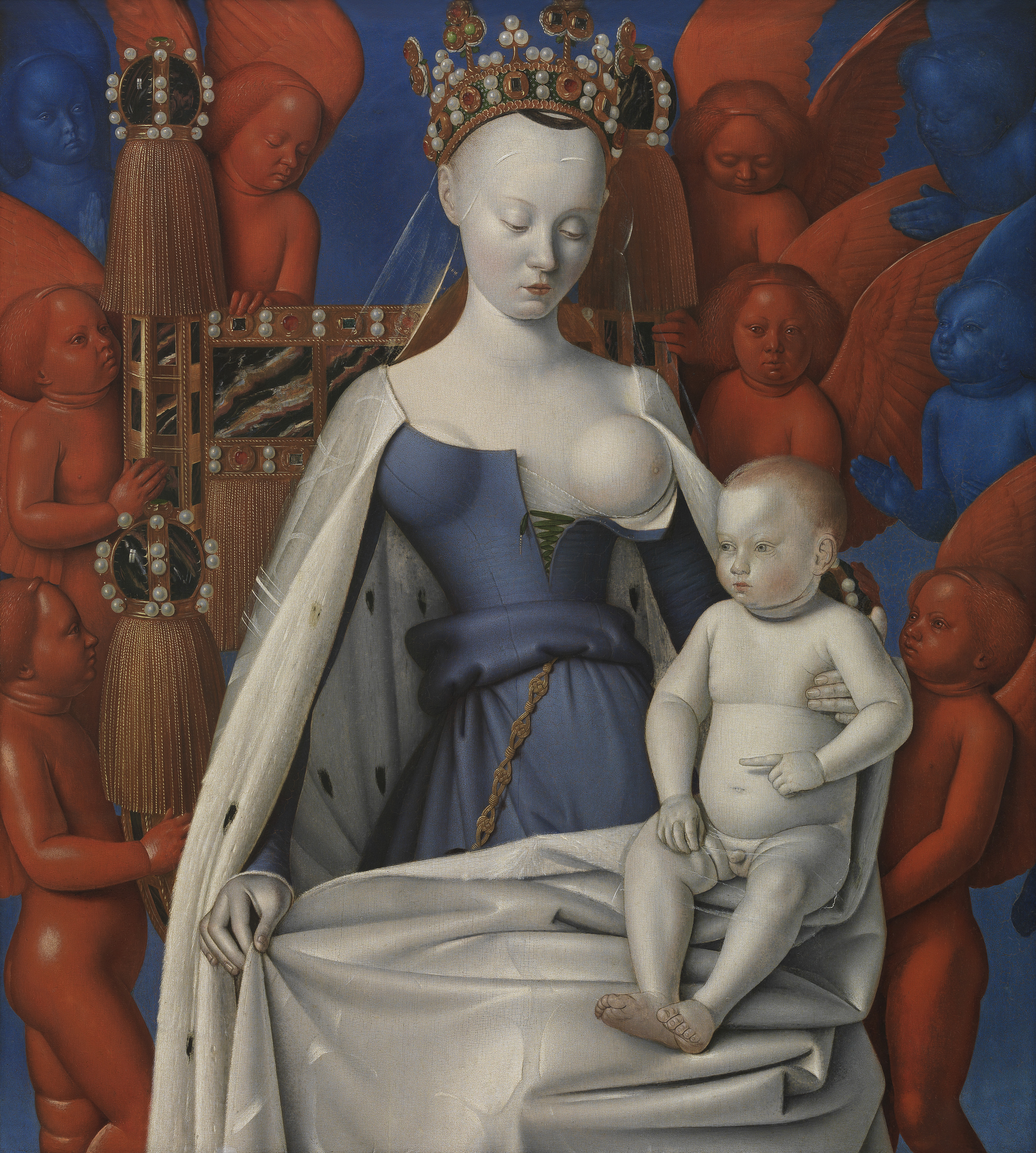
Обложка альбома создана по образцу картины «Богоматерь с младенцем в окружении ангелов», полотна эпохи Возрождения 1452 года французского живописца Жана Фуке.

Оформление обложки альбома было вдохновлено полотном «Богоматерь с младенцем в окружении ангелов», двухпанельной картины эпохи Возрождения выполненной маслом французским живописцем Жаном Фуке в 1452 году под названием Melun Diptych, и стала предметом широкого внимания и обсуждения в Интернете. В издании The Mercury News связали это произведение искусства с движением topfreedom в Инстаграме под тегом «#FreeTheNipple» и отметили визуальное сходство с Серсеей Ланнистер, персонажем Игры престолов. Однако, британский консервативный журнал The Spectator раскритиковал оформление обложки альбома за присвоение католического искусства, выразив недоумение «самоуспокоенностью сегодняшних католиков, когда дело доходит до неправильного использования их иконографии».
Цензурированная версия обложки альбома, где обнаженный левый сосок прикрывается рукой ребенка, также доступна на музыкальных потоковых платформах. Цензурированная версия обложки также использовалась на CD и виниловых пластинах, доступных в магазинах Target и Walmart.

## Релиз и продвижение
Альбом был выпущен 27 августа 2021 года с минимальной рекламой. Его компакт-диски, виниловые пластинки и бокс-сеты были доступны для предварительного заказа 7 июля 2021 года в интернет-магазине Холзи. Лимитированные красные виниловые пластинки с альтернативной обложкой продавались исключительно в Urban Outfitters. Холзи украсила обложку американского женского журнала Allure в августе 2021 года, для которого она дала интервью о своей социальной идентичности, отношениях, беременности и семье. 23 июля 2021 года была запущена онлайн-игра под названием «LXXXXP», которая представляет собой платформу в стиле «выбери свое собственное приключение», которая побуждает пользователей «выбирать свой путь и открывать свою судьбу». Результат «Ты утонул в ледяном озере» даёт отрывок песни из альбома, который оказывается инструментальным из трека 12 «The Lighthouse». 10 августа 2021 года названия песен альбома были раскрыты через Amazon Alexa, которая зачитала трек-лист, спросив его: «Алекса, расскажи мне о новом альбоме Холзи». На следующий день сама Холзи разместила трек-лист в своих социальных сетях. До его выпуска синглы с альбома не выпускались.

### Фильм
13 июля 2021 года Холзи разместила в социальных сетях трейлер к часовому фильму под названием «Если у меня не будет любви, я хочу силы», который будет предшествовать альбому в качестве компаньона. Режиссер фильма Колин Тилли, который ранее снимал видеоклипы Холзи на песни «Without Me» и «You Should Be Sad» (2020). Он получил рейтинг R: «Лица, не достигшие 17-летнего возраста, допускаются на фильм только в сопровождении одного из родителей».
В фильме прозвучит музыка из альбома. Журнал Rolling Stone сообщил, что фильм включает в себя фэнтези, визуально вдохновленный американским телесериалом «Игра престолов» и фильмом 2006 года «Мария-Антуанетта», наряду с темами материнства и мистицизма в своей сюжетной линии. Стиль Холзи в фильме оформлял американский стилист Ло Роуч. Собственная косметическая линия Холзи, About-Face, использовалась для её макияжа. В начале трейлера говорится: «Этот фильм о вечном социальном лабиринте сексуальности и рождения» и «величайшие ужасные истории, о которых никогда не рассказывали, были похоронены вместе с телами тех, кто умер в этом лабиринте». Фильм будет показан исключительно на одну ночь в избранных кинотеатрах IMAX.
29 июля 2021 года вышел второй трейлер под названием «woman/god trailer», озвученный словами «Я не женщина, я бог / Я не мученик, я проблема / Я не легенда, я подделка» из одиннадцатого трека альбома «I Am Not a Woman, I’m a God». Она огласила список городов США, в которых будет показан фильм 25 августа 2021 года, а в международных городах — 26 августа, в преддверии выхода альбома 27 августа. Билеты поступили в продажу 3 августа 2021 года.

### Синглы
«I Am Not a Woman, I’m a God» был выпущен на американском радио contemporary hit radio 31 августа 2021 года в качестве ведущего сингла альбома If I Can’t Have Love, I Want Power. Второй сингл «You Asked for This» вышел на американском альтернативном рок-радио 7 сентября 2021 года.

## Отзывы
Альбом получил положительные отзывы музыкальной критики и интернет-изданий.
На сайте Metacritic, который присваивает нормализованный рейтинг по обзорам из публикаций, альбом имеет средневзвешенный балл 80 из 100 на основе 17 критиков, что указывает на «в целом положительные отзывы».
Журнал Spin похвалил If I Can’t Have Love, I Want Power за его «мастер-класс по написанию песен» и «соблазнительный» продакш. Ник Левин из NME охарактеризовал альбом как насыщенный, сложный, кинематографичный, «неистовый и захватывающий» артистический акт, в то время как Крейг Дженкинс из Vulture назвал его «лучшим альбомом Холзи» за его звучание и концепцию. Сал Чинквемани из журнала Slant также хвалил его постановку и «откровенные» темы «неуверенности в себе, самоутверждения». Мари Олейник, рецензирующая для издания «The Line of Best Fit», назвала альбом смелым и амбициозным произведением искусства с «великолепным, интенсивным» продюсированием, которое «никогда не перестаралось», и восхищалась его упрощенностью и «потрясающе нежным» песням. Музыкальный журналист Джон Парелес в обзоре для газеты The New York Times, сказал, что альбом — дань уважения «корням музыке 1990-х годов» и одновременно стратегический поворот к архетипам, избегая автобиографической лирики. Люк Мортон из Kerrang! написал, что альбом «не поп-запись, и не должен быть», скорее он углубляется в панк-родство Холзи, укрепляя её творческую свободу. Он добавил, что это запись сопоставления настроений, где поток сознания соединяет треки друг с другом.
Джесси Аткинсон из Gigwise считает, что альбом демонстрирует потенциал Холзи и «сдержанное развитие звука». Критик журнала Clash Робин Мюррей назвал его «мощным песенным циклом», демонстрирующим Холзи в её самой конфронтационной, «прямой и непоколебимой» ипостаси. Жизель Ау-Ньен Нгуен из газеты The Sydney Morning Herald написала, что I Can’t Have Love, I Want Power это даёт «театральное, грандиозное впечатление от прослушивания», которое работает как провозглашение идентичности и артистических намерений Холзи, и дополнившее звуковое разнообразие его треков. Крис Уиллман из Variety отметил искренние тексты песен и звучание альтернативного рока в качестве лучших его аспектов, подчеркнув творческую химию между Холзи, Резнором и Россом. Хелен Браун из газеты The Independent сравнила Хэлси с певицами Пинк и Grimes в том, что они «привносят более мрачное  отношение к поп-музыке крупных лейблов». Браун назвала альбом «определенным усилением» и предположила, что Холзи могла бы поэкспериментировать более музыкально и лирически, чтобы «позволить песням оставить более глубокий след».
Некоторые рецензии были умеренно критичны к альбому. Критик журнала Rolling Stone Джулиса Лопес писала, чтоIf I Can’t Have Love, I Want Power — это авантюрный, очень драматичный и «в высшей степени театральный» альбом, который временами слегка переутомляет. Дэни Блюм из Pitchfork назвал альбом самым сильным проектом в карьере Холзи и похвалил его экспериментальное продюсирование Резнора и Росса, но почувствовал, что он становится «тревожно клаустрофобным» из-за отсутствия приглашённых исполнителей. Мэри Сироки из Consequence похвалила продюсирование и тематику альбома, но выразила смешанные мнения о его текстах; она чувствовала, что иногда это просто «интересные фразы, а не интересные идеи», но в других местах лирика «разворачивается как поезия». Джон Амен из PopMatters написал, что If I Can’t Have Love, I Want Power содержит одни из лучших песен и вокал за всю карьеру Холзи, но его «неуместно гладкое» исполнение подрывает её связь со слушателями. Тем не менее, он считал, что в альбоме «достаточно магии, чтобы быть заразительным». Китти Импайр из The Observer отметил, что 13 треков альбома «не совсем соответствуют» теме, которую ранее сообщала Холзи, «„Игра престолов“ — встречает — Французскую революцию в жанре готик-рок-опера о Комплексе Мадонны и Блудницы».

## Коммерческий успех
If I Can’t Have Love, I Want Power дебютировал на втором месте в американском хит-параде Billboard 200 с тиражом 98000 эквивалентных единиц, включая 70500 копий альбома и 26500 SEA-единиц по стримингу (или 34,76 млн on-demand потоков его 13 треков). Это четвёртый альбом Холзи, попавший в лучшую двойку чарта и лучший недельный тираж. Он стал третьим лидером в Billboard Top Album Sales после сходного успеха альбомов Manic (в 2020 году) и Hopeless Fountain Kingdom (2017). Физические продажи составили 52,500 копий (включая 25300 на виниле, 27200 на CD и некоторое количество на компакт-кассетах) и 18,000 цифровые продажи альбома. Это позволило ему также стать № 1 в чарте Billboard Vinyl Albums. Кроме того, он занимает первое место в чарте альбомов Tastemaker Albums, который определяет самые продаваемые альбомы недели в независимых и небольших сетевых музыкальных магазинах, продав через этих продавцов чуть более 6000 копий во всех форматах. Также, If I Can’t Have Love, I Want Power возглавил рок-чарт U.S. Alternative Albums, став в нём вторым чарттоппером Холзи после успеха Badlands (2015), её дебютного студийного альбома.

## Список композиций
Слова и музыка всех песен — Эшли Франджипани, Трента Резнора, Аттикуса Росса и Джона Каннингема, кроме обозначенных. Все треки продюсировали Резнор и Росс.
| №                   | Название                      | Автор(ы)                                | Длительность |
| ------------------- | ----------------------------- | --------------------------------------- | ------------ |
| 1.                  | «The Tradition»               | Франджипани, Резнор, Росс, Грег Карстин | 3:46         |
| 2.                  | «Bells in Santa Fe»           |                                         | 3:37         |
| 3.                  | «Easier than Lying»           |                                         | 3:26         |
| 4.                  | «Lilith»                      |                                         | 2:47         |
| 5.                  | «Girl Is a Gun»               |                                         | 2:26         |
| 6.                  | «You Asked for This»          | Франджипани, Резнор, Росс, Карстин      | 4:26         |
| 7.                  | «Darling»                     |                                         | 3:02         |
| 8.                  | «1121»                        |                                         | 2:42         |
| 9.                  | «Honey»                       |                                         | 2:53         |
| 10.                 | «Whispers»                    |                                         | 3:11         |
| 11.                 | «I Am Not a Woman, I'm a God» |                                         | 2:56         |
| 12.                 | «The Lighthouse»              |                                         | 4:33         |
| 13.                 | «Ya'aburnee»                  |                                         | 3:08         |
| Общая длительность: | Общая длительность:           | Общая длительность:                     | 42:52        |

| №                   | Название                      | Длительность |
| ------------------- | ----------------------------- | ------------ |
| 14.                 | «People Disappear Here»       | 4:08         |
| 15.                 | «Gasoline» (reimagined; live) | 3:46         |
| Общая длительность: | Общая длительность:           | 50:46        |

| №                   | Название              | Автор(ы) | Длительность |
| ------------------- | --------------------- | --- | ------------ |
| 14.                 | «Nightmare» (reprise) | Франджипани, Бенджамин Левин, Elena Kiper, Магнус Ойберг, Иван Шаповалов, Martin Kierszenbaum, Nathan Perez, Сергей Галоян, Тревор Хорн, Valerij Polienko | 4:06         |
| Общая длительность: | Общая длительность:   | Общая длительность: | 46:58        |

| №                   | Название                | Длительность |
| ------------------- | ----------------------- | ------------ |
| 14.                 | «People Disappear Here» | 4:08         |
| Общая длительность: | Общая длительность:     | 46:49        |

| №                   | Название                             | Длительность |
| ------------------- | ------------------------------------ | ------------ |
| 14.                 | «The Tradition» (live)               | 4:03         |
| 15.                 | «Lilith» (live)                      | 2:51         |
| 16.                 | «Easier than Lying» (live)           | 3:28         |
| 17.                 | «Girl Is a Gun» (live)               | 2:42         |
| 18.                 | «You Asked for This» (live)          | 4:37         |
| 19.                 | «Darling» (live)                     | 3:11         |
| 20.                 | «Honey» (live)                       | 2:53         |
| 21.                 | «I Am Not a Woman, I'm a God» (live) | 3:08         |
| 22.                 | «Nightmare» (reprise; live)          | 4:07         |
| Общая длительность: | Общая длительность:                  | 74:05        |

## Участники записи
По данным Tidal
Исполнители и музыканты
- Холзи — вокал, автор
- Трент Резнор — фортепиано (1, 2, 8, 10), программирование (1-6, 8-13), сэмплер (1, 3, 4, 7, 13), синтезатор (1-5, 8-11), бас (3, 6, 9, 12, 13), гитара (3, 6, 9, 12), вокал (12)
- Аттикус Росс — программирование (1-6, 8-13)
- Кевин «The Bug» Мартин — программирование (2)
- Пино Палладино — бас (4)
- Кэррим Риггинс — ударные (4)
- Джек Данжерс — программирование (5)
- Дэйв Ситек — гитара (6)
- Линдси Бэкингем — гитара (7)
- Дэйв Грол — ударные (9)

Техники
- Трент Резнор — продюсер, звукорежиссёр
- Аттикус Росс — продюсер, звукорежиссёр
- Стивен Маркуссен — мастеринг-инженер
- Стюарт Уитмор — мастеринг-инженер
- Сербан Генеа — сведение (1, 2, 4, 6-13)
- Алан Моулдер — сведение (3, 5)
- Джон Хейнс — звукорежиссёр (1, 2, 4, 6-13)
- Мэт Митчелл — инженер
- Грег Карстин — звукорежиссёр (1), продюсер по вокалу (1, 6), звукорежиссёр по вокалу (6)
- Джон Каннингем — звукорежиссёр (2, 3), звукорежиссёр по вокалу (4, 5, 7-13)
- Даррелл Торп — звукорежиссёр (9)
- Джулиан Бург — звукорежиссёр по вокалу (1, 6)
- Брэндон Баттнер — звукорежиссёр по вокалу (12)
- Том Герберт — помощник микшера (3, 5)

## Чарты
| Чарт (2021)                            | Высшая позиция |
| -------------------------------------- | -------------- |
| Австралия (ARIA)                       | 3              |
| Австрия (Ö3 Austria)                   | 8              |
| Бельгия/Фландрия (Ultratop)            | 4              |
| Бельгия/Валлония (Ultratop)            | 9              |
| Канада (Canadian Albums Chart)         | 5              |
| Чехия (ČNS IFPI)                       | 84             |
| Дания (Hitlisten)                      | 35             |
| Нидерланды (Album Top 100)             | 6              |
| Финляндия (Suomen virallinen lista)    | 12             |
| Германия (Offizielle Top 100)          | 5              |
| Ирландия (Irish Albums Chart)          | 6              |
| Италия (Classifica album)              | 24             |
| Литва (AGATA)                          | 17             |
| Новая Зеландия (RMNZ)                  | 5              |
| Норвегия (VG-lista)                    | 9              |
| Шотландия (Scottish Albums Chart)      | 3              |
| Швеция (Sverigetopplistan)             | 24             |
| Швейцария (Schweizer Hitparade)        | 7              |
| Великобритания (UK Albums Chart)       | 5              |
| США Billboard 200                      | 2              |
| США (Billboard Top Alternative Albums) | 1              |
| США (Billboard Top Tastemaker Albums)  | 1              |

### Комментарии
1. Это обложка альбома без цензуры, используемая для его стандартных изданий. Цензурированная обложка доступна только для цифровых копий альбома, в которой правая рука ребёнка прикрывает обнаженный левый сосок Холзи[1].
2. ↑  Это обложка альбома без цензуры, используемая для его стандартных изданий. Цензурированная обложка доступна только для цифровых копий альбома, в которой правая рука ребёнка прикрывает обнаженный левый сосок Холзи[1].